# Chadi Hammami
Chadi Hammami (Sfax, 14 giugno 1986) è un calciatore tunisino, centrocampista dell'Al Kuwait e della Nazionale tunisina.

## Carriera

### Club
Cresce nelle giovanili del Sfaxien, esordendo nella stagione 2005-2006, per poi passare nel 2012 all'Al Kuwait

### Nazionale
Con la Nazionale del suo paese, ha giocato la Coppa d'Africa 2010.

## Palmarès

### Club

#### Competizioni nazionali
- Campionato kuwaitiano: 1

Al-Kuwait: 2012-2013
- Coppa di Tunisia: 1

Sfaxien: 2008-2009

#### Competizioni internazionali
- Coppa della Confederazione CAF: 2

Sfaxien: 2007, 2008
- Coppa dell'AFC: 2

Al-Kuwait: 2012, 2013